# 인하로
인하로(仁荷路)는 인천광역시 남동구 구월동에서 미추홀구 용현동까지 이르는 인천광역시도로, 총연장은 6.401 km이다. 또한 종점부인 용현동에서는 용오로와 직결된다.

## 유래
도로명은 이 도로가 통과하고 있는 인하대학교라는 이름에서 유래되었다.

## 통과하는 지자체
- 남동구
  - 구월3동 - 구월1동
- 미추홀구
  - 관교동 - 주안8동 - 주안7동 - 주안3동 - 용현1·4동

## 교차하는 도로
- 독배로
- 경인남길
- 한나루로
- 미추홀대로
- 경원대로
- 문화로
- 예술로
- 연남로
- 남동대로
- 호구포로

## 연계 철도역
- 인천 도시철도 1호선 : 인천터미널역
- 수도권 전철 수인·분당선 : 인하대역

## 주변에 있는 시설들
주요건물 및 시설

뉴코아아울렛(인천점)
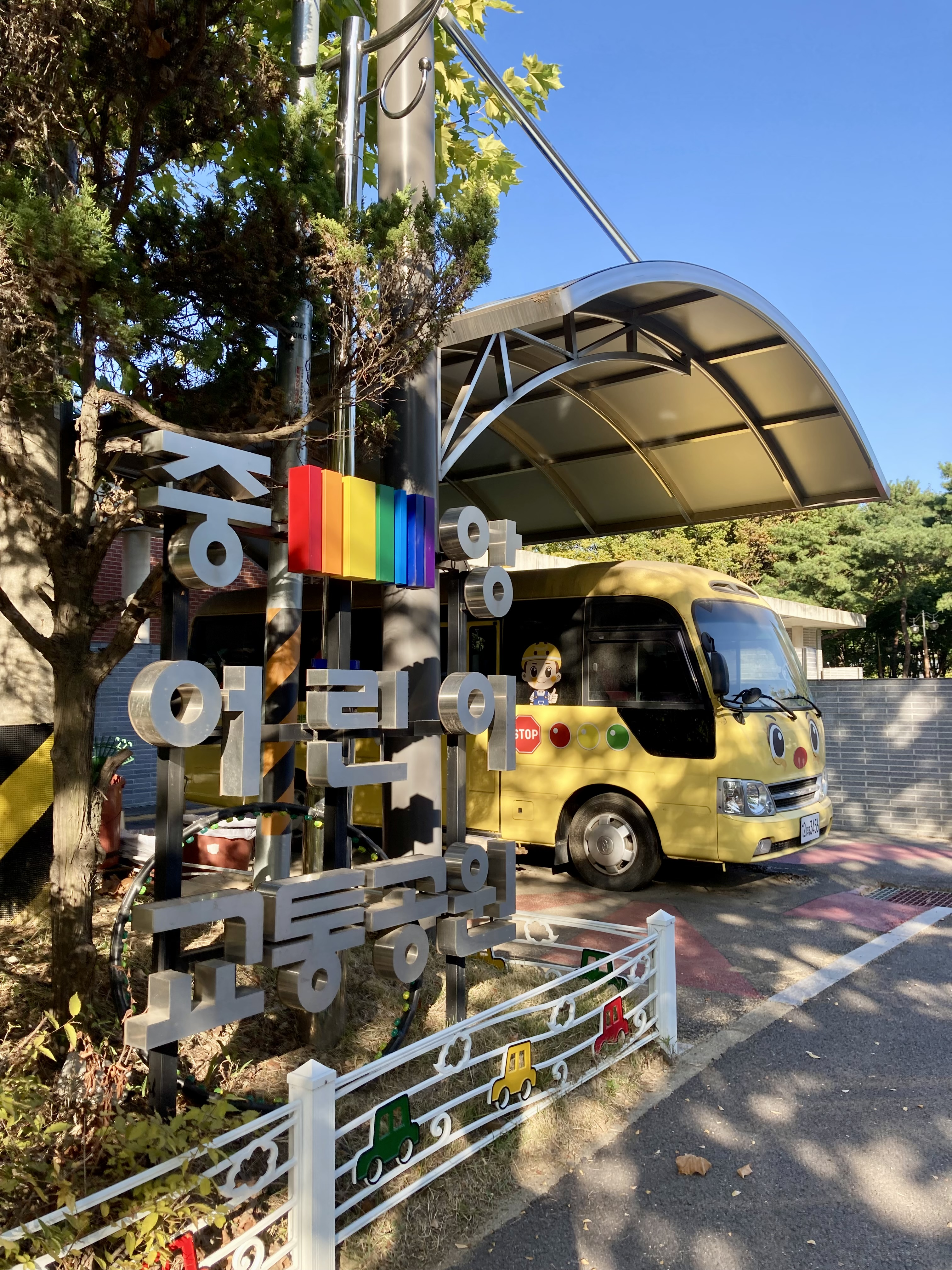
중앙어린이교통공원
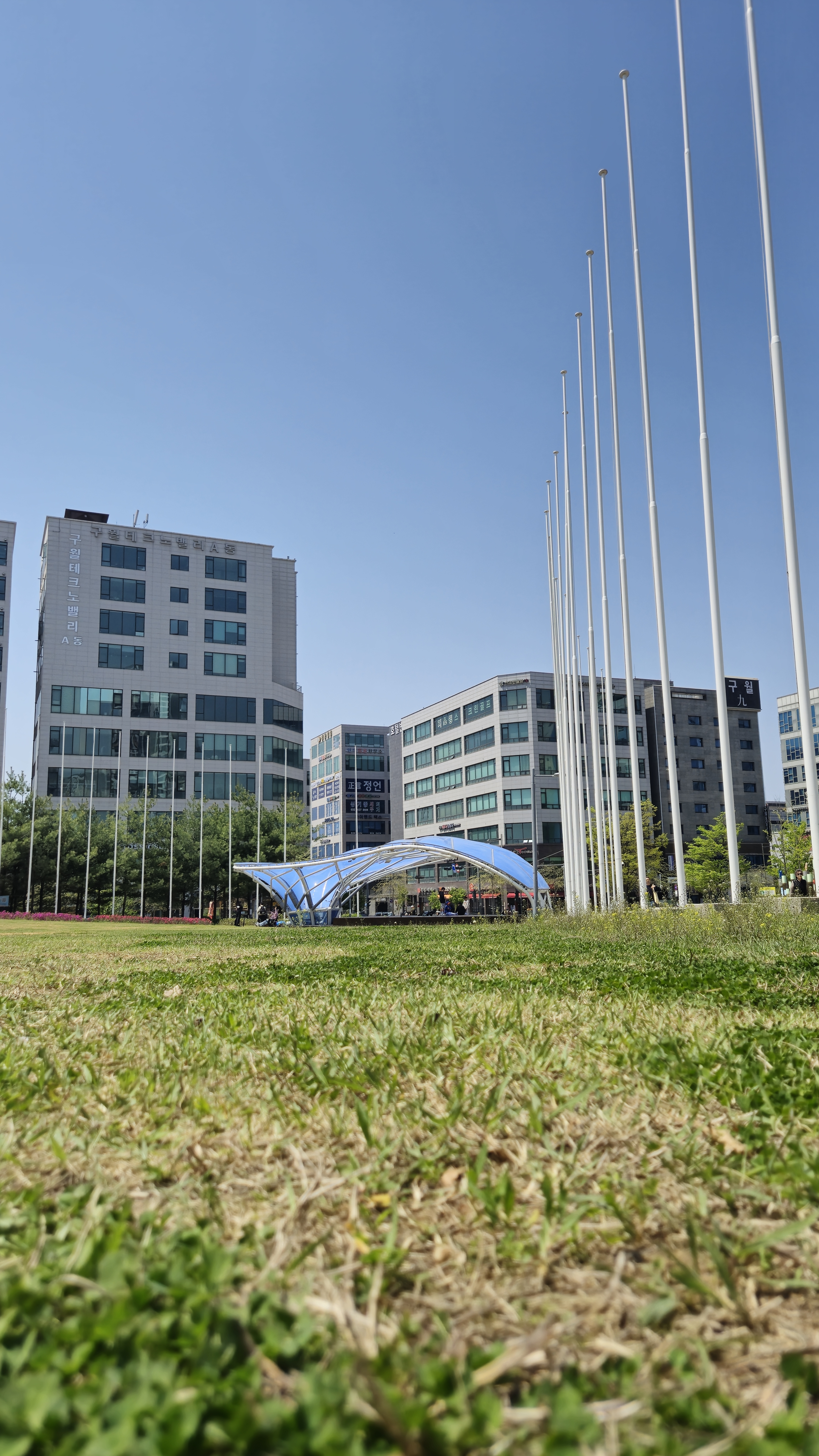
구월아시아드선수촌근린공원
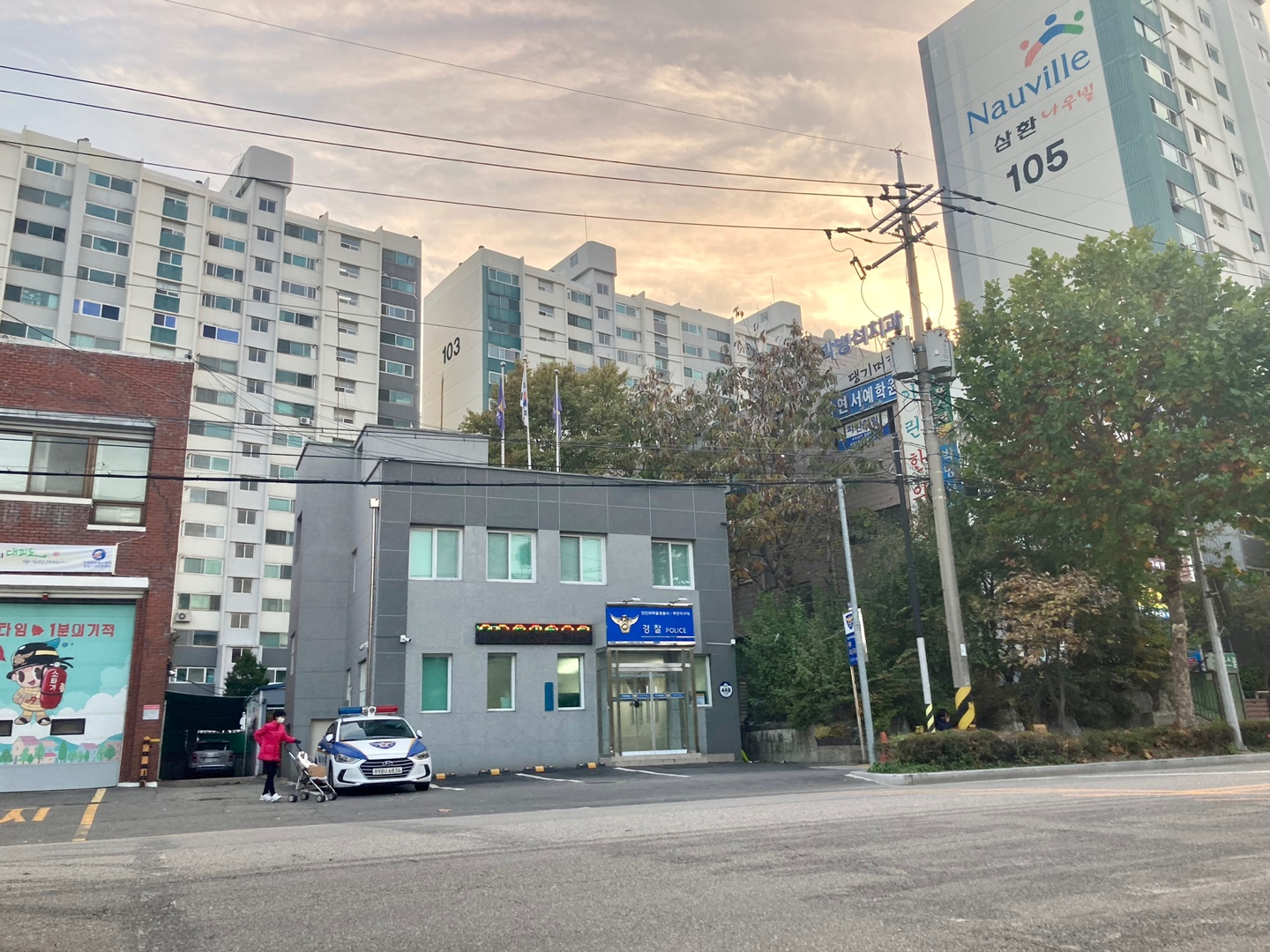
주안지구대
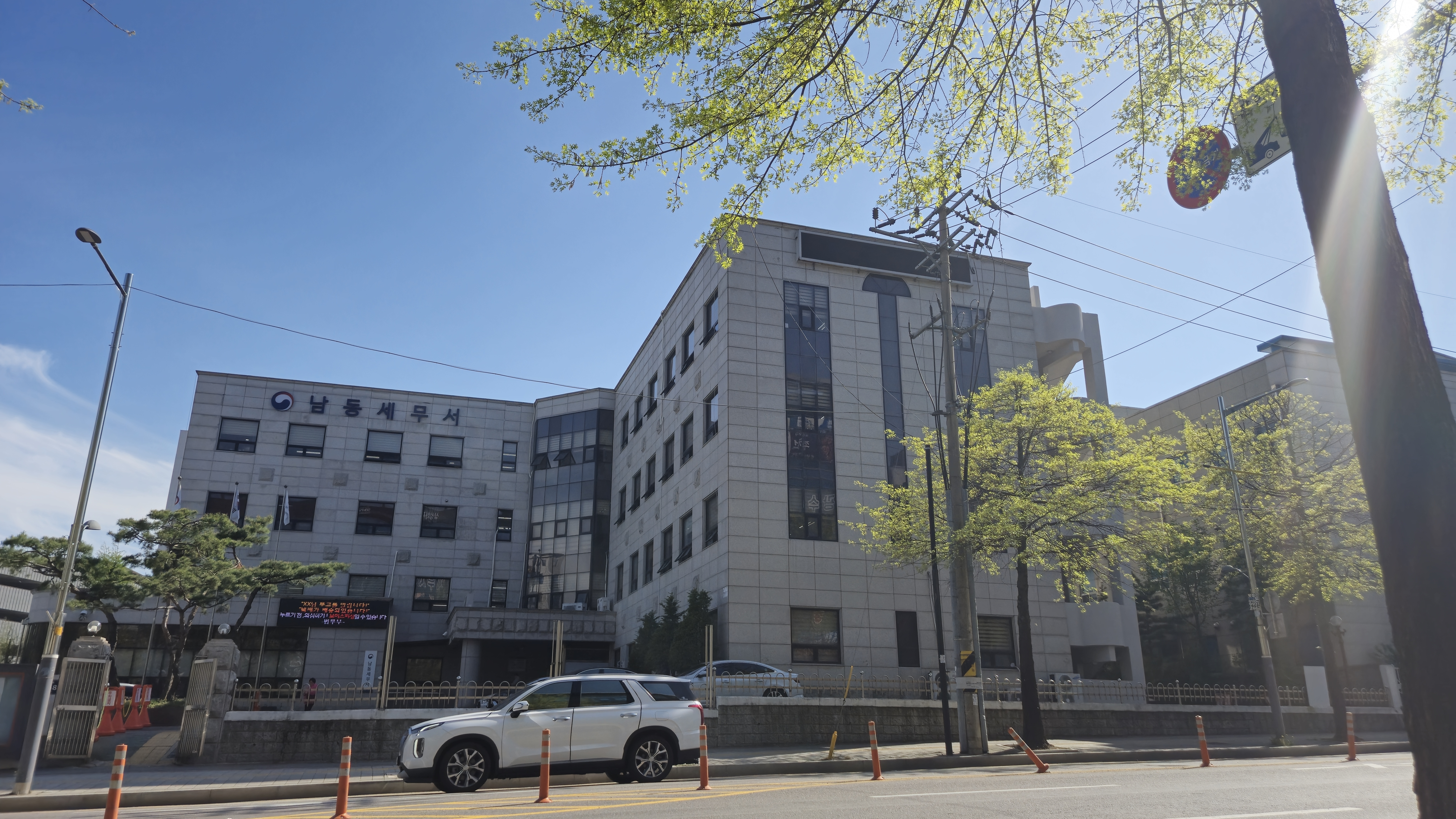
남동세무서
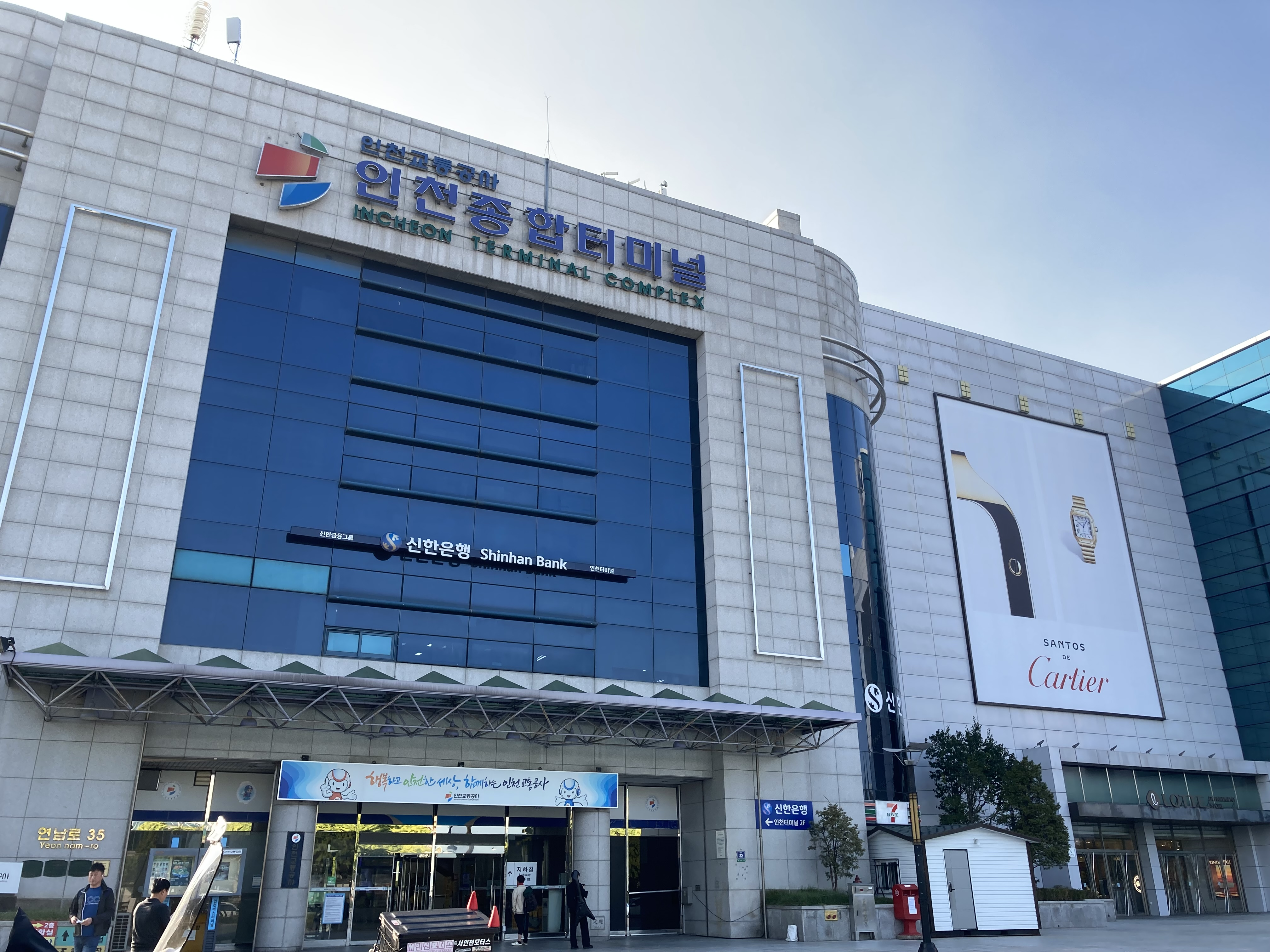
인천종합버스터미널
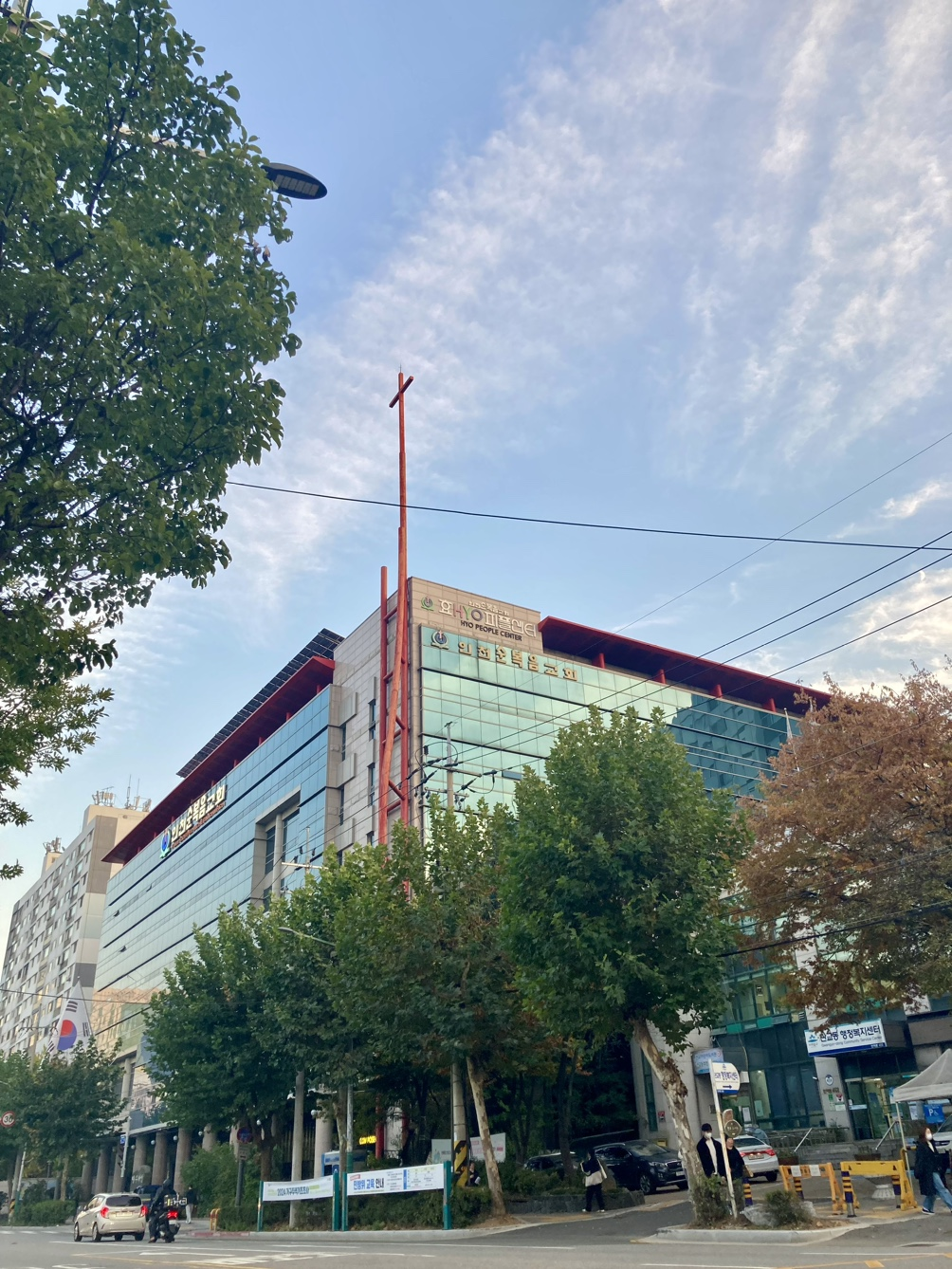
인천순복음교회 (인하로 458)

남동구
- 구월아시아드선수촌아파트 (5단지, 6단지, 센트럴자이 등)
- 찬우물공원
- 구월유치원
- 구월아시아드선수촌공원
- 구월아시아드 더블루시티오피스텔
- 연세마디플러스의원
- 다복타워
- 연안식당
- 인천남동경찰서
- 홍루이젠 구월아시아드점
- 유진프라자
- 인텍스빌딩
- 서울멸치쌈밥 인천직영점
- 변리사 가나특허법률사무소
- 미추홀빌딩
- 한샘리하우스 인천점
- 아비쥬의원 인천점
- 뉴코아아울렛 인천점
- 인천중앙공원

미추홀구
- 인천종합버스터미널
- 중앙어린이교통공원
- 파리바게트 인천터미널점
- 관교동 풍림아파트
- 관교동 삼환1차아파트
- 동아아파트
- 인천관교초등학교
- 루마썬팅 인천관교점
- 교촌치킨 관교점
- 스팀기어 관교점
- 신바람볶음닭 인천본점
- CU 관교인하로점
- 삼영아파트
- 스카이타운오피스텔
- 더짐휘트니스
- GS25 승학사거리점
- 선경세르빌아파트
- 신라아파트
- 홈플러스익스프레스 인천주안2점
- 파리바게트 관교한신점
- 메가커피 인천관교한신점
- 펜탑독서실 인천주안점
- 교촌치킨 주안1호점
- 예수동행교회 응답기도원
- 선한이웃노인복지센터
- CU 주안인하로점
- 이브자리 인천주안8동점
- 생명샘교회
- 티스테이션 주안점
- 영락교회
- 또래오래 인천주안2점
- 주안동 쌍용아파트
- 건국본동물병원
- S-OIL 청양엘피지 신기촌충전소
- 남부종합시장
- 자수정사우나
- 이디야커피 신기시장점
- 메가커피 신기시장점
- 주안7동 행정복지센터
- 본죽&비빔밥cafe 인천신기점
- 신기고려정형외과정신건강의학과의원
- 서울리더스치과의원
- 신기중앙교회
- 강사모백화점
- 순복음큰빛교회
- 세븐일레븐 주안인하로점
- 동광빌딩
- 초록아트어린이집
- 행복한노인복지센터
- 주안파크자이더플래티넘아파트 (2023년 2월 입주 예정)
- 이마트24 남구인하로점
- 성민빌딩
- 삼양빌딩
- 인천미추홀소방서·인천광역시 소방본부
- 바른타이어
- 샘물교회
- BBQ 인천인하대점
- 노루표페인트 근원실업
- 인천미추홀경찰서 용남치안센터
- 홈마트
- GS25 용현인하점
- SK셀프인하주유소
- 인천순복음교회
- 학산소극장
- 인천성광교회
- 한마음새마을금고 본점
- 정석항공과학고등학교
- 인하공업전문대학
- CU 인하대학교점
- 투썸플레이스 인천인하대후문점
- 우리은행 인하대학교출장소
- 한솥도시락 인하대후문점
- 공차 인천인하대점
- 스타벅스 인하대점
- 이디야커피 인하대점
- GS25 인하대후문점
- 인하대학교 용현캠퍼스
- 송도육교[A]

## 사진

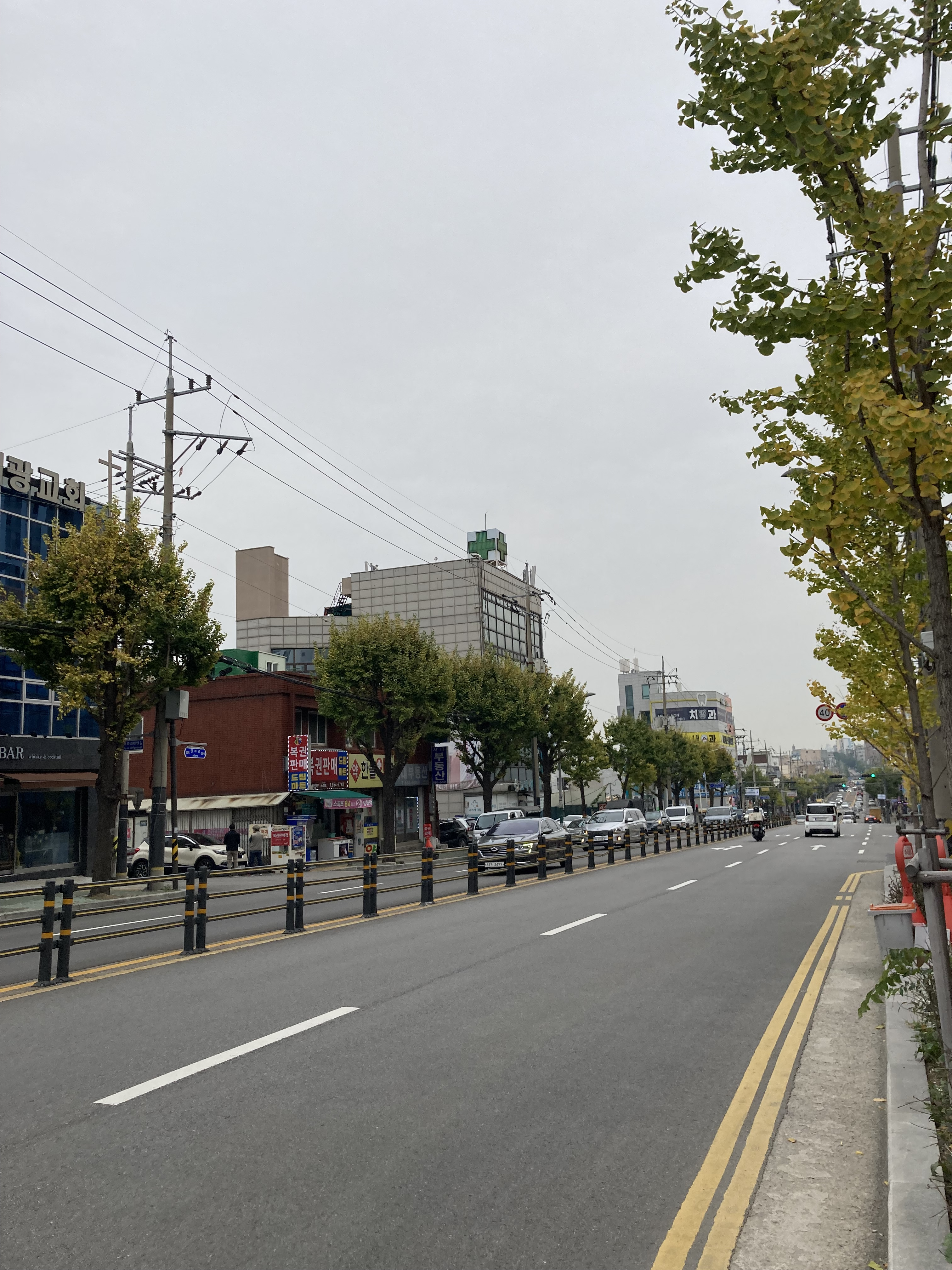
인하로 주안3동 행정복지센터 앞 풍경
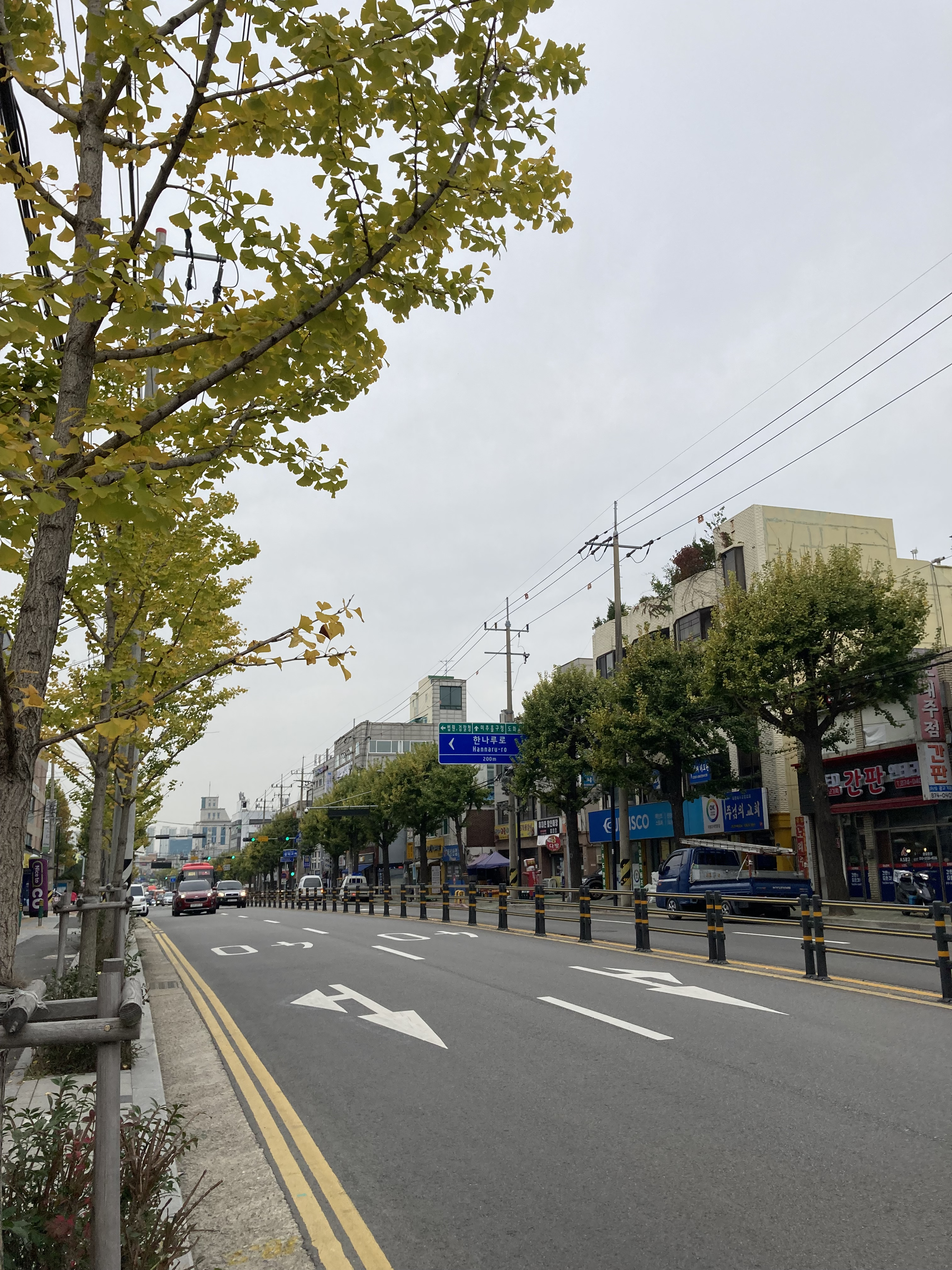
인하로 주안3동 행정복지센터 앞 풍경
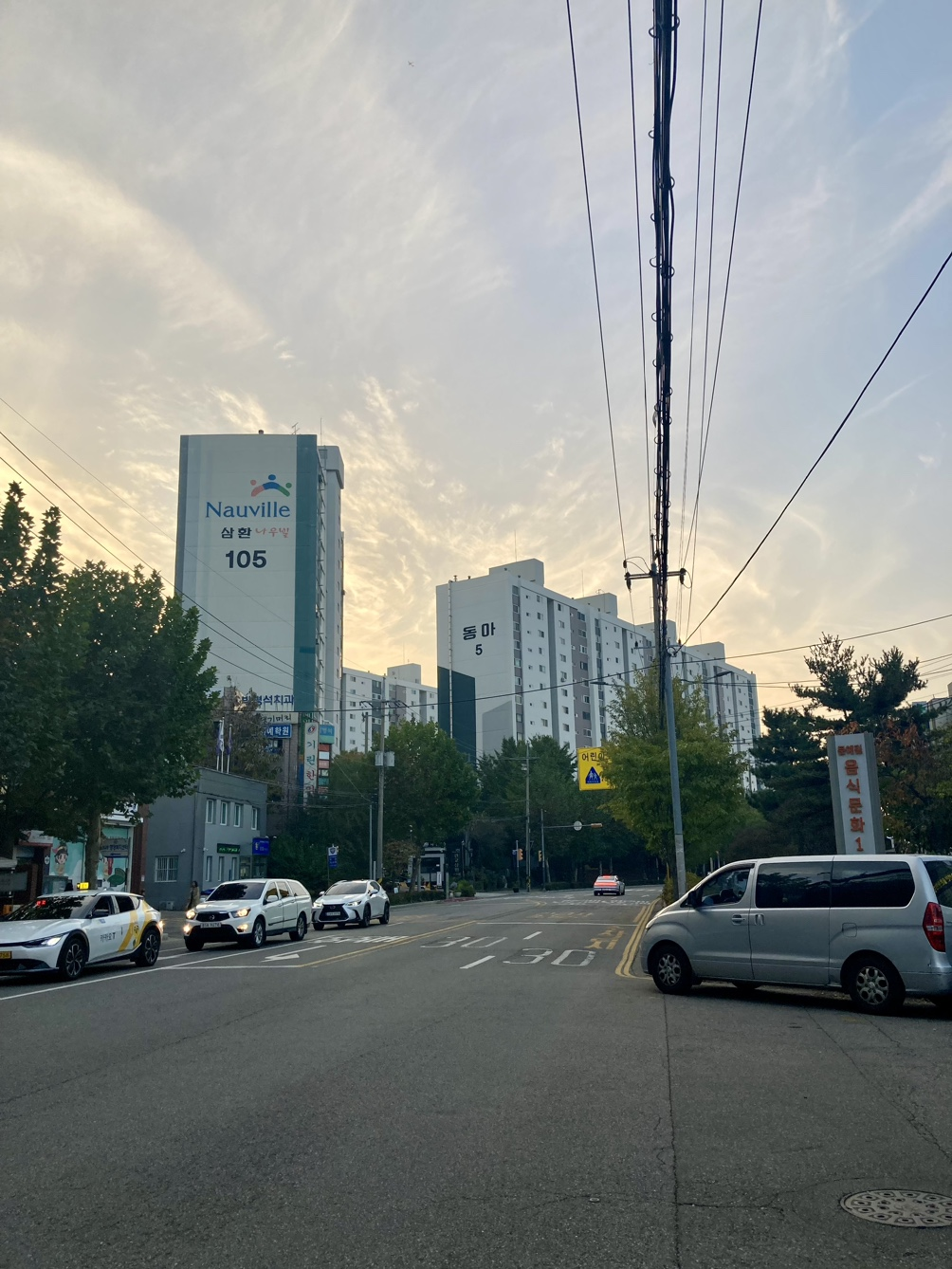
문예길음식문화1번가
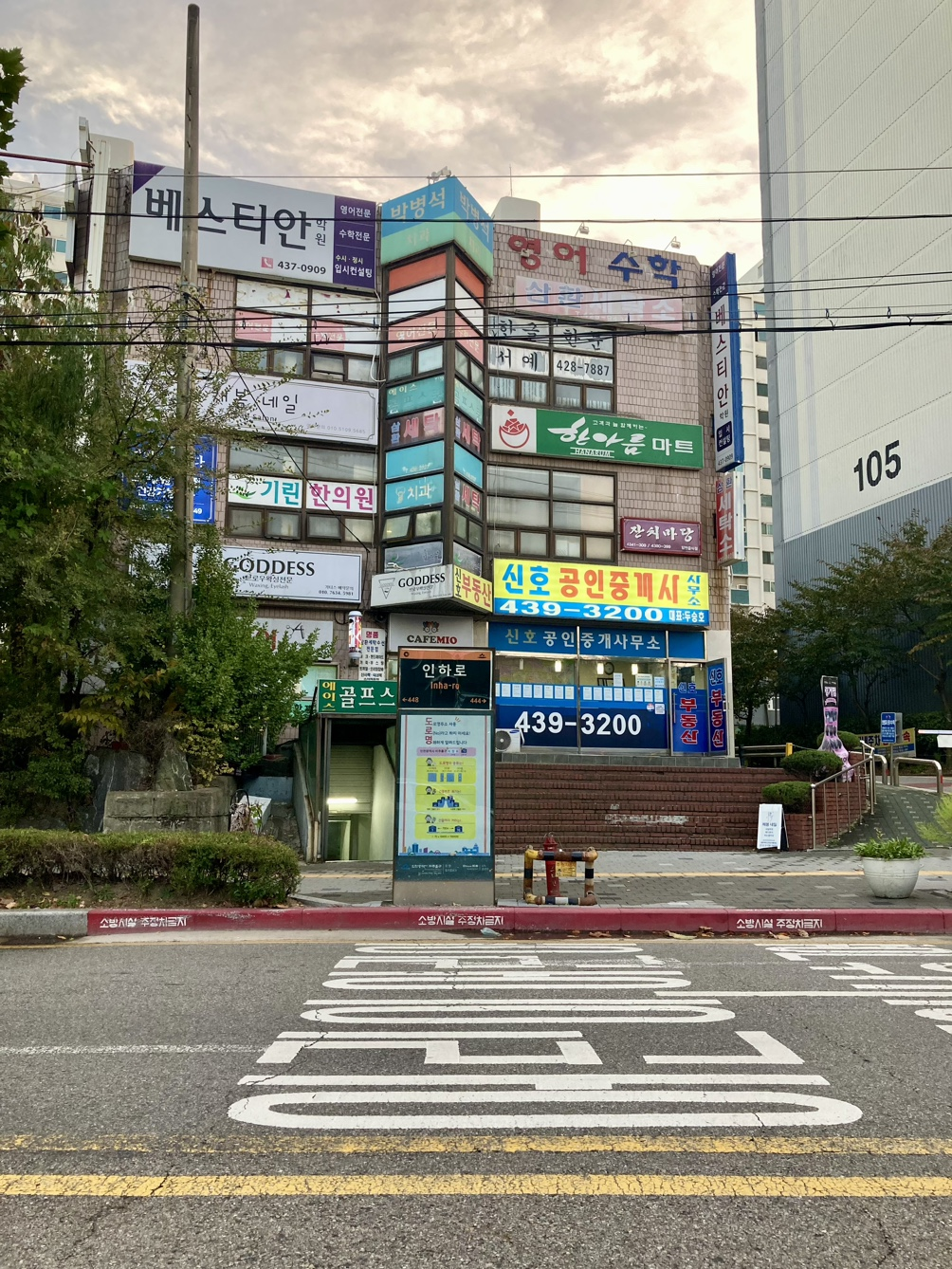
관교동아아파트방면
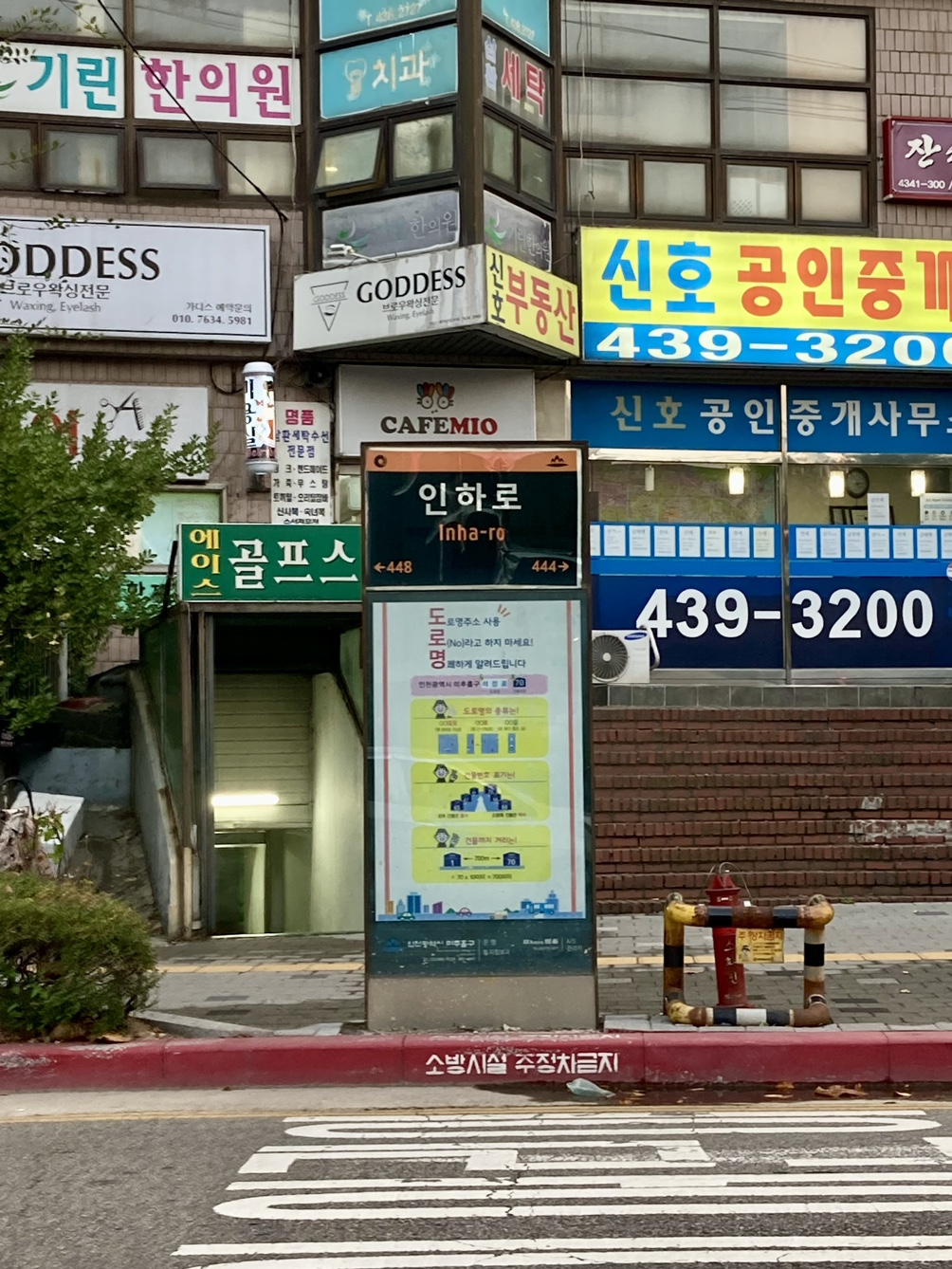
관교동아아파트방면
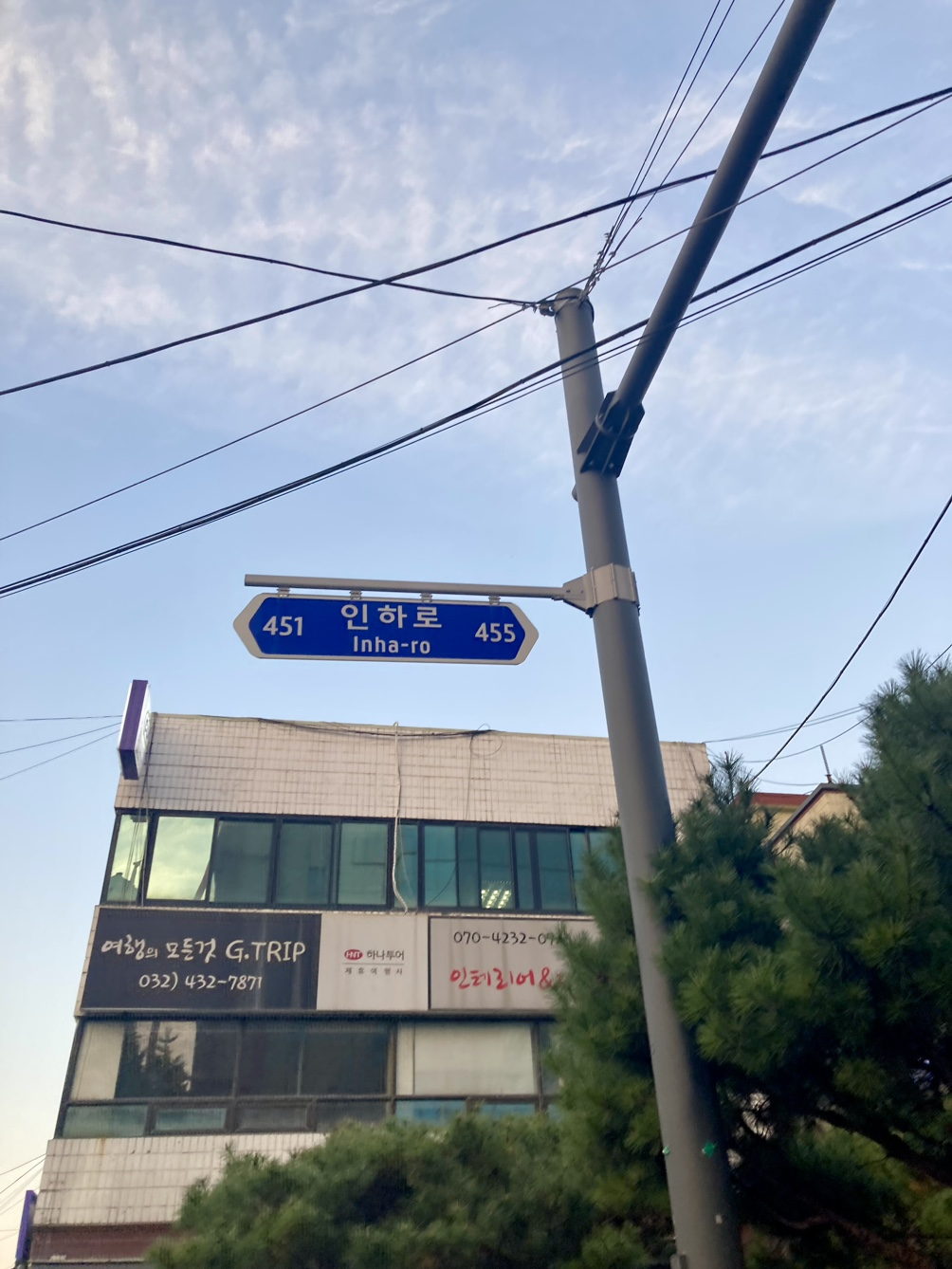
인하로 관교동행정복지센터 앞
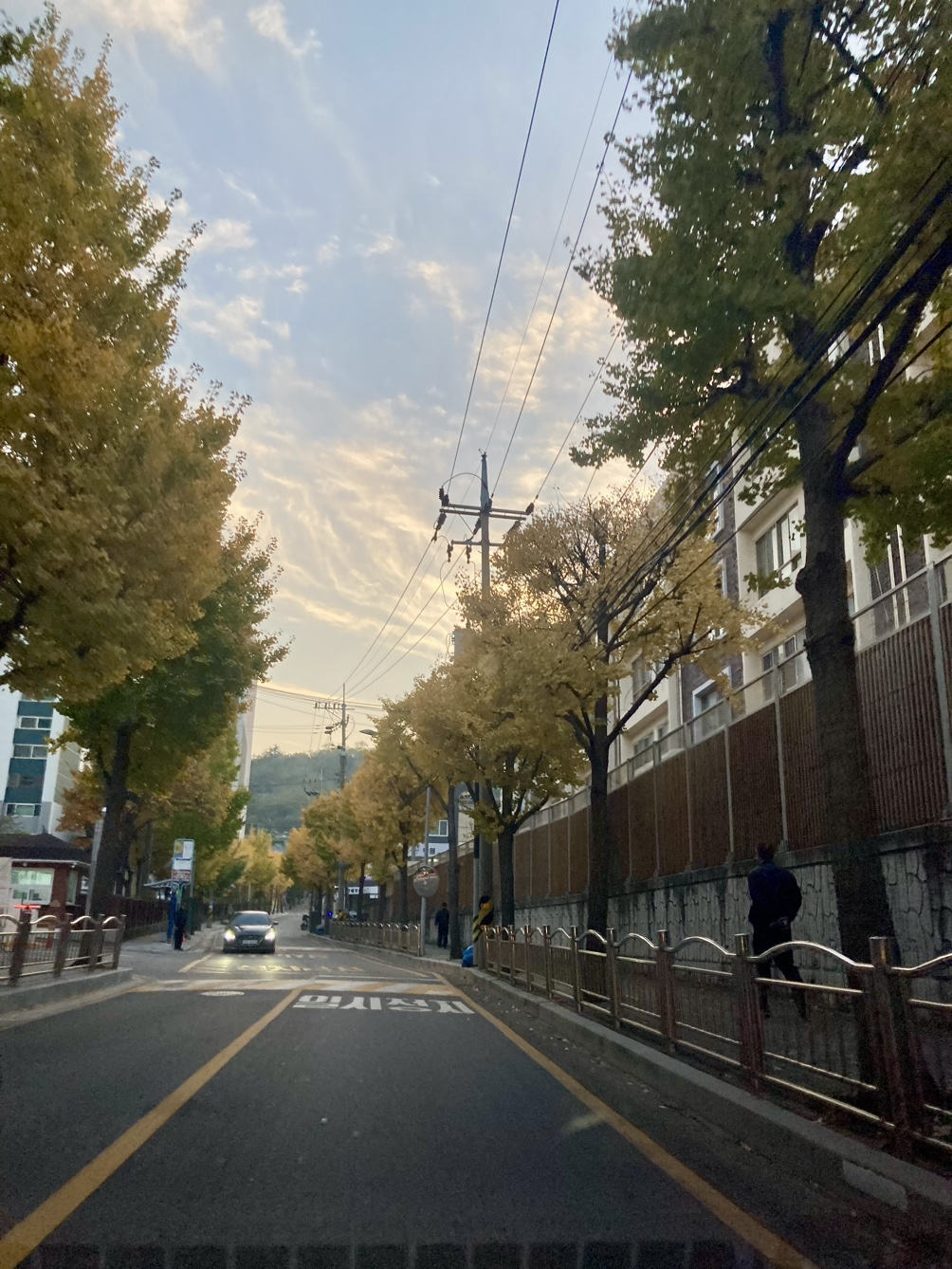
인하로의 갈래길인 인하로430번길